# Познаховиці-Дольні
Познаховиці-Дольні (пол. Poznachowice Dolne) — село в Польщі, у гміні Вішньова Мисленицького повіту Малопольського воєводства.
Населення — 509 осіб (2011).
У 1975-1998 роках село належало до Краківського воєводства.

## Демографія
Демографічна структура станом на 31 березня 2011 року:
|          | Загалом | Допрацездатний вік | Працездатний вік | Постпрацездатний вік |
| -------- | ------- | ------------------ | ---------------- | -------------------- |
| Чоловіки | 255     | 63                 | 169              | 23                   |
| Жінки    | 254     | 63                 | 143              | 48                   |
| Разом    | 509     | 126                | 312              | 71                   |